# Prophetie
Als Prophetie bezeichnet man eine Botschaft eines Gottes. Die Verkündigung von Prophetien ist Gegenstand von Religionen. Personen, die dazu durch diesen Gott berufen sind, werden als Propheten (von altgriechisch προφήτης prophḗtēs: „Fürsprecher“, „Sendbote“, „Voraussager“) bezeichnet, ihr Tun als Prophetentum. Als „falsche Propheten“ werden Menschen bezeichnet, die den Anspruch göttlicher Legitimation zu Unrecht erheben. Prophet wird aber auch im übertragenen Sinn verwendet, für Personen, die eine säkulare Heilslehre vertreten oder mit großem Gestus Aussagen über die Zukunft machen.
Propheten sind also im Unterschied zu einer nicht-religiös begründeten Prognose und zum Wahrsagen durch den Auftrag einer Gottheit legitimiert, deren Reden sie außersinnlich wahrnehmen. Sie werden als Intuition, Audition (akustische Wahrnehmung) und/oder Vision empfangen. Die Fähigkeit zur Prophetie wird als Gabe des Gottes verstanden. Sie wird von indigenen Völkern in der Regel auch ihren verschiedenen Geisterbeschwörern zugesprochen, und es ist anzunehmen, dass es solche „Vermittler zur Geisterwelt“ bereits in den ältesten Religionen gab.
Prophetie im engeren Sinn ist ein besonders aus dem Alten Orient bekanntes, vielschichtiges Phänomen. Sie kennzeichnet vor allem die abrahamitischen Religionen und ihren Ein-Gott-Glauben. Sie ergeht mündlich, wurde vielfach dann schriftlich fixiert und überliefert und umfasst nicht nur Zukunftsereignisse, sondern vielfach auch Kritik an der Vergangenheit und Gegenwart ihrer Adressaten. Einzelne Voraussagen eines Propheten bezeichnet man als Prophezeiung, Weissagung oder Verheißung.

## Alter Orient
Eine große Vielfalt altorientalischer Texte enthalten oder sind Weissagungen oder Prophezeiungen. Viele dienten dazu, eine Dynastie nachträglich als gottgewollt zu legitimieren (vaticinia ex eventu). Einige führen sich auf ein Offenbarungserlebnis zurück und geben eine Gottesbotschaft an bestimmte Adressaten weiter. Die Sprecher sind meist im Umfeld des Königshofes und zentraler Staatskulte angesiedelt. Sie haben meist das Heil und Wohl der jeweiligen Herrscher zum Thema und richten sich nie direkt an das gesamte Volk oder die Völker. Sie kritisieren gelegentlich Einzelaspekte der Kultausübungen, aber massive Unheilsprophetie, Kritik an Königen, ihrer Politik und Sozialkritik fehlen. Daher ordnet man diese Dokumente als Hof- und Heilsprophetie ein.
Die etwa 30 auf Tafeln erhaltenen Briefe aus Mari (um 1800 v. Chr.) berichten von Männern und Frauen, die ohne ihr Zutun etwa in einer Traumvision oder Audition vor einem Götterbild im Tempel Botschaften der Wetter- und Vegetationsgötter Dagān, Hadad und anderen empfingen und diese dem König als „Gesandte“ teils ungebeten, teils auf Anfrage ausrichteten. Ihre Botschaften beinhalteten Zusagen göttlichen Beistands für das eigene, Unheil für fremde Völker. Kritisiert wurden nur Nachlässigkeiten im Kult.
Der Reisebericht des Ägypters Wenamun (ca. 1100 v. Chr.) erzählt von einem Phönizier, der bei einer Opferfeier unbeabsichtigt in ekstatische Erregung geriet, dabei eine Gottesbotschaft empfing und diese dem Fürsten von Byblos ausrichtete, worauf dieser den im Hafen wartenden Wenamun empfing.
Die Inschrift des Zakir von Hamath (um 800 v. Chr.) in Syrien bezeugt eine Bitte des Königs in einer Belagerungssituation an seinen Schutzgott Baalschamem, den „Herrn des Himmels“. Dieser habe durch Vermittlung von „Sehern“ geantwortet und dem König Rettung vor seinen Feinden zugesagt. Auch dies gilt als Form von intuitiver Heilsprophetie, während sonst eher die induktive Form üblich war. Ob es sich um eine Parallele zur „Denkschrift des Jesaja“ (Jes 7 ) handelt, ist umstritten.
Wandinschriften in Tell Der 'Alla, Ostjordanien, bezeugen eine „Schauung“ eines Sehers namens Bileam, den auch die Bibel kennt (Numeri 22–24 ).
Intuitive Prophetie war in der Antike nicht streng von allgemeiner Mantik unterschieden. Besonders Orakel waren im Mittelmeerraum und vorderen Orient zeitweise weit verbreitet. Geber oder Übermittler waren wie in Delphi oft fest am Hof oder Kultort angestellt und antworteten auf eine rituelle Befragung. Im antiken Rom war das Lesen der Zukunft aus himmlischen Zeichen, dem Vogelflug, den Eingeweiden von Opfertieren („Leberschau“) durch Pontifices, Haruspices und Flamines Teil des Staatskultes. Dabei fehlten vor allem der aktuelle Auftrag eines Gottes und die Konkretheit der Botschaft.
Aus dem 7. Jahrhundert v. Chr. stammen etwa 30 Tontafeln mit neuassyrischen Orakelsprüchen von namentlich genannten Tempelbeamten und Handwerkern. Sie sind direkte Gottesanrede an bestimmte Adressaten und weisen auf historische Ereignisse hin. Sie folgen keiner Opferschau oder Sterndeutung, sondern geben sich als unmittelbare Gottesbescheide. Inhaltlich verkünden sie dem König Heil, langes Leben und Fortbestand seiner Dynastie, und tadeln kultische Nachlässigkeiten.

## Judentum
Prophetie erhielt vor allem im antiken Judentum (zumeist als hebräisch נָבִיא nāvi’, deutsch ‚Prophet‘ bezeichnet) seit etwa 1000 bis 200 v. Chr. einen zentralen, zeitweise dominierenden Rang für die Beziehung Gottes zu den Menschen. Auch gegen ihren Willen berufene Wortpropheten, Seher oder Sendboten („Gottesmänner“) traten in der Geschichte Israels immer wieder auf, um Gottes Wort dem Volk und seinen Führern als unbedingten Anspruch zu verkünden, ohne Rücksicht auf die Folgen für ihr Leben.
Dabei trat im Eretz Israel zunächst überwiegend Unheils-, seit dem Untergang des Nordreichs Israel (ca. 722 v. Chr.) und besonders im Babylonischen Exil (ab 586 v. Chr.) zunehmend auch Heilsprophetie auf. Beide sind in Geschichts- und Prophetenbüchern gesammelt und aufgezeichnet worden. Letztere bilden als Nebiim den zweiten Hauptteil des Tanach, der Hebräischen Bibel. Prophetie bezeichnet daher im Judentum nicht nur die mündliche Verkündigung, sondern auch eine bestimmte Literaturgattung. Diese gibt Zukunfts- und Gegenwartsansagen für Kollektive, etwa für das erwählte Volk, die Fremdvölker, alle Gläubigen und Ungläubigen, sowie Lebensgeschichte von Propheten weiter.

## Christentum
Im Urchristentum galt Johannes der Täufer als der letzte und wichtigste der Propheten Israels. Jesus von Nazaret bezeichnete sich nach Mk 6,4  einmal auch als Prophet und wurde nach Mk 8,28  von vielen seiner Zeitgenossen als Prophet verstanden. Unter den Urchristen waren Propheten neben den Aposteln fast gleichrangige Autoritäten der christlichen Gemeinden (1 Kor 12,28 ).
Im Alten Testament gibt es insgesamt 18 Bücher sogenannter Schriftpropheten. Als vier „große“ Propheten gelten Jesaja, Jeremia, Ezechiel und Daniel, als „kleine“ Propheten die übrigen, deren kürzere Schriften das Zwölfprophetenbuch zusammenfasst. Hinzu kommen die Klagelieder Jeremias und das Buch Baruch, das zur Gattung der Apokalyptik gezählt wird. Hinzu kommen einige wichtige Propheten, wie Samuel, Elija oder Elischa, auch in den Geschichtsbüchern vor. Weil von ihnen keine eigenständigen Bücher überliefert sind, zählen sie nicht zu den „Schriftpropheten“.
Seit der Auseinandersetzung in der Alten Kirche um den Montanismus trat Prophetie als Kennzeichen christlicher Gemeinden zurück. Spätere prophetische Bewegungen im Christentum wurden oft als Häresien ausgegrenzt und verfolgt. In der Reformationszeit entwickelte besonders der Calvinismus eine Drei-Ämter-Lehre (Jesus Christus als Priester, König – Messias – und Prophet). Aus den Jahren 1550 bis 1700 sind 350 Personen bekannt, die in den lutherischen Gebieten als Propheten auftraten und oft als solche anerkannt wurden.
Erst die Ökumenische Bewegung auf evangelischer Seite und die römisch-katholische Soziallehre leiteten aus prophetischen Traditionen der Bibel im 20. Jahrhundert ein prophetisches „(Wächter-)Amt“ der Kirche ab.
Dem Neuen Testament zufolge wird Prophetie dann aufhören, „Wenn aber kommen wird das Vollkommene“. 1 Kor 13,8 

## Islam
Im Islam ist der Begriff für Prophet wie im Hebräischen nabī (arabisch نبي, DMG nabīy). Der Plural lautet nabīyūn (نبيون) oder anbiyā’ (انبياء / anbiyāʾ). Die Idee des Nabī taucht im Koran zum ersten Mal in mittelmekkanischer Zeit auf. In dieser Periode werden zum Beispiel Isaak (Sure 37:112), Jesus (= Isa ibn Maryam) (Sure 19:30) und Abraham (Sure 19:41) als Nabī bezeichnet und es wird den Menschen in Erinnerung gerufen, wie viele Propheten in früheren Zeiten entsandt wurden, die aber alle verspottet wurden (Sure 43:6f). Insgesamt kommt der Nabī-Begriff 75 Mal im Koran vor. Für Mohammed selbst wird der Nabī-Titel erst seit medinischer Zeit (so Sure 7:157f) verwendet. Dass Mohammed den Titel nun für sich in Anspruch nahm, wird in der Forschung zum Teil mit dem jüdischen Einfluss erklärt, dem er in Medina ausgesetzt war. An einer relativ späten Stelle des Korans (Sure 33:40) wird Mohammed als das „Siegel der Propheten“ (ḫātam an-nabīyīn) bezeichnet, ein Ausdruck, dessen ursprüngliche Bedeutung keineswegs klar ist.
Die islamische Theologie definiert den Nabī als eine Person, der ein religiöses Gesetz (šarʿ) offenbart worden ist. Nach der islamischen Tradition gibt es eine große Anzahl von Personen, die unter diese Kategorie fallen. Die Geschichten über sie sind in der Qisas al-anbiyāʾ-Literatur gesammelt. Allerdings gilt Mohammed im Islam als der letzte und wichtigste aller Propheten. Wenn vom Prophetengeburtstag oder prophetischer Medizin die Rede ist, so bezieht sich das immer auf ihn. Die Auseinandersetzung mit Juden und Christen, die Mohammed das Prophetentum (nubūwa) absprachen, hat muslimische Gelehrte dazu veranlasst, die Beweise (dalāʾil) und Kennzeichen (aʿlām) von Mohammeds Prophetentum zu sammeln und in eigenen Büchern zusammenstellen. Das umfassendste Werk dieser Art ist das Buch Dalāʾil an-nubūwa von al-Baihaqī (gest. 997) in sieben Bänden. Al-Māwardī, der im 11. Jahrhundert ein Buch über die „Kennzeichen des Prophetentums“ (Aʿlām an-nubūwa) abfasste, führte darin auch eine Anzahl von Wundertaten (afʿāl muʿǧiza) auf, an denen sich das Prophetentum Mohammeds erkennen lassen soll.
Neben dem Nabī gibt es im Islam außerdem das Konzept des Rasūl („Gesandter, Sendbote, Apostel“). Der Begriff des Rasūl wird hierbei üblicherweise enger gefasst. Nur derjenige, der eine „himmlische Botschaft“ (ḫabar as-samāʾ) erhalten hat und mit deren Übermittlung beauftragt wurde, soll ein „gesandter Prophet“ (nabīy rasūl) sein. Derjenige, der nicht mit der Übermittlung der Botschaft beauftragt wurde, ist dagegen nur ein gewöhnlicher Prophet. So gilt, dass jeder Rasūl ein Prophet ist, aber nicht jeder Prophet ein Rasūl.

## Manichäismus
Einige Religionsstifter, die ältere Religionen fortführen, vereinen oder überbieten wollten, sahen sich als Propheten und wurden von ihren Anhängern als solche verehrt. Mani sah sich als den widerstrebend zur Offenbarung der Gnosis (Erkenntnis) vom göttlichen Ursprung und Wesenskern des Menschen und seiner Bestimmung zur Rückkehr in die Lichtwelt Berufenen. Seine Botschaft zielte also nicht auf konkretes situationsbezogenes Eingreifen Gottes in die Geschichte, sondern auf Annahme einer bestimmten Theorie über die Weltentstehung und Rolle des Menschen. Da er sie als endgültige Offenbarung ansah, sah er sich zugleich als letzten Propheten. Die Manichäer sahen in ihm den von Christus verheißenen Parakleten.

## Mormonen
Die Mormonen (Kirche Jesu Christi der Heiligen der Letzten Tage) sehen ihren Gründer Joseph Smith (1830) und dessen jeweiligen Nachfolger an der Spitze ihrer Kirchenorganisation als „Prophet, Seher und Offenbarer“ an. Er empfängt gemäß dem Glauben der Mitglieder die wichtigen Offenbarungen für die heutige Zeit und die Zukunft.

## Zeugen Jehovas
Viele Zeugen Jehovas beschäftigen sich intensiv mit in der Bibel enthaltenen Prophezeiungen, glauben aber (unter Berufung auf 1. Korinther 13,8), dass die Geistesgabe der Prophetie mit der Zeit des Urchristentums endete. Hierzu übersetzt man die Verse 8–10 leicht abgewandelt mit

„Die Liebe versagt nie. Seien es aber [Gaben des] Prophezeiens, sie werden weggetan werden; seien es Zungen, sie werden aufhören; sei es Erkenntnis, sie wird weggetan werden. Denn wir erkennen teilweise, und wir prophezeien teilweise; wenn aber das Vollständige gekommen ist, wird das Teilweise weggetan werden.“

Hier ist die Gegenüberstellung aus altgriechisch τὸ ἐκ μέρους ‚das aus dem Teil [heraus]‘ und τὸ τέλειον ‚das vollkommene‘ in der Übersetzung im Vergleich zu den wissenschaftlichen Übersetzungen , , oder  an diese theologische Sicht angepasst.

## Moderne Deutungen
Im Zusammenhang mit asiatischen Religionen spricht der Psychologe Anthony Starr in Feet of Clay – A Study on Gurus mögliche Charakterzüge und Psychosen an und hält eloquente „Propheten“ für gefährlich. Nach David C. Lane wäre ein betrügerischer Scharlatan weniger unheilvoll als einer, der von seinen Vorstellungen voll überzeugt ist. Verschiedene Mythen sehen das Auftreten falscher Propheten in Zusammenhang mit dem Thema Weltuntergang, und die Geschichte kennt sie aus Zeiten untergehender Kulturen.
Verschiedene Anführer – „Propheten“ – der nordamerikanischen Indianer sagten im 19. Jahrhundert das Ende des Vordringens der weißen US-Amerikaner (unter bestimmten Umständen wie Geistertanz) voraus, besonders Tenskwatawa, Wabokieshiek, Wodziwob, Wovoka.
Der Philosoph Karl Popper bezeichnete in seinen Büchern Die offene Gesellschaft und Ihre Feinde und einer Vortragsreihe Philosophie und falsche Propheten Philosophen wie Karl Marx und Friedrich Engels mit ihrer Heilsverkündung der Industrialisierung als falsche Propheten.

## Einzelbelege
1. ↑  Prophet, der. In: duden.de. Abgerufen am 19. November 2021.
2. ↑  Hans Küng: Der Islam, Piper, München-Zürich 2004, S. 166.
3. ↑  Erich Zenger: Einleitung in das Alte Testament, 6. Auflage 2006, S. 424 f.
4. ↑  Manfried Dietrich: Prophetenbriefe aus Mari. In: Religiöse Texte. Deutungen der Zukunft in Briefen, Orakeln und Omina. Texte aus der Umwelt des Alten Testaments Band II/1; Gütersloh: Gütersloher Verlagshaus, 1986; ISBN 3-579-00066-7; S. 83–93.
5. ↑  Adolf Erman: Die Literatur der Ägypter. Gedichte, Erzählungen und Lehrbücher aus dem 3. und 2. Jahrtausend v. Chr.; Berlin: de Gruyter, 19232; Reprint 1980, ISBN 3-7463-1522-0.
6. ↑  Herbert Niehr: Der höchste Gott: Alttestamentlicher JHWH-Glaube im Kontext syrisch-kanaanäischer Religion des 1. Jahrtausends v. Chr. Berlin: de Gruyter, 1990; ISBN 3-11-012342-8; S. 31 ff.
7. ↑  Manfred Weippert: Die „Bileam“-Inschrift von Tell-Deir ‘Alla und das Alte Testament; in: Manfred Weippert: Jahwe und die anderen Götter; Tübingen: Mohr Siebeck, 1997; ISBN 3-16-146592-X; S. 163 ff.
8. ↑  Oswald Loretz: Opfer- und Leberschau in Israel. Philologische und historische Aspekte; in: Bernd Janowski u. a. (Hrsg.): Religionsgeschichtliche Beziehungen zwischen Kleinasien, Nordsyrien und dem Alten Testament. Internationales Symposium Hamburg 17.–21. März 1990; Göttingen: Vandenhoeck & Ruprecht, 1997; ISBN 3-525-53764-6; S. 509 ff.
9. ↑  Martti Nissinen: Die Relevanz der neuassyrischen Prophetie für die alttestamentliche Forschung; in: Manfried Dietrich, Oswald Loretz (Hrsg.): Mesopotamica – Ugaritica – Biblica: Festschrift für Kurt Bergerhof zur Vollendung seines 70. Lebensjahres am 7. Mai 1992; Neukirchen-Vluyn: Neukirchener Verlag, 1993; ISBN 3-7887-1453-0; S. 217–258.
10. ↑  Vgl. auch Ernst Benz: Der Prophet Jakob Boehme. Eine Studie über den Typus nachreformatorischen Prophetentums (= Abhandlungen der geistes- und sozialwissenschaftlichen Klasse der Akademie der Wissenschaften und der Literatur in Mainz. Jahrgang 1959, Nr. 3).
11. ↑  Jürgen Beyer: Lay prophets in Lutheran Europe (c. 1550–1700) (Brill’s series in church history and religious culture 74). Leiden/Boston: Brill, 2017.
12. ↑  Vgl. Bijlefeld 15.
13. ↑  Vgl. Bijlefeld 9.
14. ↑  Vgl. Bijlefeld: A prophet and more than a prophet? 1969, S. 15.
15. ↑  Vgl. Bijlefeld, 14.
16. ↑  Vgl. dazu Josef Horovitz: Koranische Untersuchungen. Berlin-Leipzig 1926, S. 53 f.
17. ↑  Vgl. Bijlefeld: A prophet and more than a prophet? 1969, S. 13.
18. ↑  Vgl. Fahd 95a.
19. ↑  Vgl. Giuseppe Palummieri: Le prove della veridicità della profezia secondo il teologo al-Māwardī (m. 450/1058). Dissertation Aix-en Provence/Neapel 2011. Volltext hier abrufbar.
20. ↑  Abū Bakr Maḥmūd Ǧūmī: al-ʿAqīda aṣ-ṣaḥīḥa bi-muwāfaqat aš-šarīʿa. Dār al-ʿArabīya, Beirut 1972. S. 9.
21. ↑  Artikel Prophetie I. In: Theologische Realenzyklopädie. Band 27. Walter de Gruyter, Berlin/New York 1997, S. 474.
22. ↑  George D. Chryssides: The A to Z of Jehovah's Witnesses. Scarecrow Press, 2009, S. 113 (englisch).